# 1948年中国
| 中国历史 / 中国历史年表 |
| 世紀： 19世纪中国 / 20世纪中国 / 21世纪中国                                                                                           |
| 年代： 1910年代中国 / 1920年代中国 / 1930年代中国 / 1940年代中国 / 1950年代中国大陆 / 1960年代中国大陆 / 1970年代中国大陆             |
| 年份： 1944年中国 / 1945年中国 / 1946年中国 / 1947年中国 / 1948年中国 / 1949年中国 / 1950年中国大陆 / 1951年中国大陆 / 1952年中国大陆 |
| 纪年： 戊子年（鼠年）、中华民国37年                                                                                                   |

## 大事記

### 1月
- 1月1日——東北行轅主任陳誠發表告東北軍民書，謂危險時期已成過去[1]:500；中国国民党革命委员会在香港坚尼地道52号宣布成立。

### 2月
- 2月1日——東北剿匪總司令部成立[1]:500。
- 2月7日——解放軍攻陷遼陽[2]:162。
- 2月26日——解放軍攻陷營口[2]:162。

### 3月
- 3月1日——陸軍裝甲兵司令部在南京成立，徐庭瑤任司令；國軍第二十九軍全部犧牲，軍長劉戡、師長嚴明戰歿，陝北宜川陷於中共[1]:501。
- 3月12日——解放軍攻陷洛陽[2]:163。
- 3月14日——解放軍攻陷四平街[2]:162。

### 4月
- 4月1日——美國援外法案獲協議，援華款額為4億6,300萬美元[1]:502。

### 5月
- 5月9日——中共中央軍委正式作出《關於改變華北、中原解放區的組織、管轄境地及人選的通知》，決定將晉冀魯豫及晉察冀兩解放區合併為華北解放區：「晉冀魯豫及晉察冀兩中央局合併為華北中央局，以劉少奇兼華北中央局第一書記，薄一波為第二書記，聶榮臻為第三書記，以劉、薄、聶及董必武、彭真、葉劍英、徐向前、滕代遠、羅瑞卿、劉瀾濤、趙振聲、王從吾、蕭克、黃敬、楊立三、趙爾陸、楊秀林、十七同志為委員，劉、薄、聶及董必武、彭真、滕代遠、劉瀾濤、黃敬八同志為常委。……中央已與中工委會合，中央工委即行撤銷。」[3]:557-558
- 5月20日——華北局舉行第一次會議[3]:558。
- 5月22日——察哈爾南部國軍攻占延慶；湖北、河南間國軍攻占內鄉、光化；中共中央軍委致電劉伯承、鄧小平並轉陳毅、粟裕電：「夏季作戰的重心是各方協助粟兵團殲滅五軍，只要五軍被殲滅，便取得了集中最大力量殲滅十八軍的條件，只要該兩軍被殲滅，中原戰局即可順利發展。望本此方針，部署一切。」[4]:8608
- 5月23日——何應欽發表談話，謝絕行政院長提名，同時向蔣介石面辭，獲得允准；駐丹麥公使李駿昨日突發腦溢血，是日病逝任內；河南國軍攻占許昌、尉氏；魯西國軍攻占平陰、東阿，解放軍南渡黃河；綏遠國軍增援山西北部之應縣；美國駐華大使司徒雷登偕駐華美軍軍事顧問團團長巴大維到台灣視察[4]:8608。
- 5月24日——蔣介石以總統名義，提出「統（一）字第一號」咨文，提名前資源委員會主任翁文灝任行政院長，獲立法院通過；蘇聯新任駐華大使羅申會見外交部長王世杰；長春守軍鄭洞國部為保持外圍防地並確保飛機場，以新七軍兩個師出長春以西小合隆和大房身飛機場活動，遭到東北野戰軍一縱、六縱攻擊，至次日晨解放軍占領長春西郊之大房身飛機場，東北野戰軍總指揮部認識到長春不能通過一陣猛攻可下，乃決定改強攻為圍困；河南地方團隊進占禹縣、襄縣、郟縣、寶豐；華北人民解放軍之一部進占晉北之應縣城[4]:8608-8609。
- 5月25日——河南國軍攻占鄢陵、漯河；晉察冀野戰兵團及冀察熱遼部隊進占隆化縣城；為策應粟裕兵團渡江南進，中原野戰軍分東、西兩兵團，分別由陳錫聯及陳賡指揮，在南陽東部發起宛東戰役[4]:8609。期間華東野戰軍第一、第四、第六縱隊及兩廣縱隊和中野第十一縱隊對西援之邱清泉部使用運動防禦攻克蘭封，中野第九縱隊及豫蘇皖軍區一部襲佔中牟阻擊東援之鄭州孫元良部。
- 5月26日——蔣介石特派張肇元為立法院秘書長；司徒雷登向美國國務院報告稱，中國現政府無力阻止共產主義，且蔣介石仍將繼續其個人統治，不願作根本之政治、經濟改革，故亦不能希望他能號召民眾，恢復軍隊之作戰意志；司徒雷登與巴大維在台灣屏東參觀新軍訓練；河南地方團隊進占舞陽[4]:8609。
- 5月27日——蔣介石公布施行《預算法》，凡64條；《決算法》，凡29條；修正《會計法》部分條文；毛澤東離開花山村，乘車到西柏坡，與朱德、劉少奇、周恩來、任弼時會合[4]:8610。
- 5月30日——國共長春攻防戰仍在激烈進行中（6月14日後，漸趨沈寂。）[1]:503。

### 6月
- 6月1日——蔣介石特任顧孟餘為行政院副院長，張厲生為內政部長，王世為外交部長，何應欽為國防部長，朱家驊為教育部長，王雲五為行政院政務委員兼工商部長，俞大維為行政院政務委員兼交通部長，谷正綱為行政院政務委員兼社會部長[4]:8613。
- 6月4日——美大使司徒雷登發表聲明，辯護美國對日政策，警告中國學生之反美運動[1]:503。
- 6月5日——特任戴傳賢為國史館館長[1]:503。
- 6月8日——國共古北口激戰[1]:503。
- 6月23日——解放軍攻陷開封[2]:163。
- 6月28日——蔣介石自西安經鄭州飛返南京[4]:8627。

### 7月
- 7月1日——行政院「美援運用委員會」在南京成立，該委員會駐上海辦事處同時成立，沈熙瑞任秘書長[4]:8631。
- 7月5日——北平七五事件。有自稱東北流亡學生4千餘人，不滿北平市議員所提管理東北流亡學生一案，㩦帶武器磚石搗毀市議會，騷擾議長許惠東居室[2]:159。
- 7月17日——解放軍攻陷襄陽[2]:163。

### 8月
- 8月1日——徐州剿匪總司令部司令劉峙、副司令杜聿明抵達南京，出席重要軍事會議；劉、杜在晉見國防部長何應欽、參謀總長顧祝同，並訪晤華中剿匪總司令部司令白崇禧[4]:8652。
- 8月15日——李宗仁對記者發表談話，希望對中共恢復「和談」[2]:165。
- 8月19日——「財政經濟緊急處分法」頒布，開始發行金圓券，規定每1元折合法幣3百萬元，每4元折合美金1元[2]:159-160。
- 8月22日——蒋经国在上海的中央银行设立了督导办公室，督导上海市经济管制[5]:44[6]:229-230。
- 8月23日——上海《大公报》记者季崇威曝光匿名人士于19日利用币制改革抛售股票，引起政府介入调查，事后杜月笙之子杜维屏等四人被捕[6]:229。

### 9月
- 9月1日——蔣介石擬發起所謂勤儉建國運動，特令中國國民黨中央宣傳部長黃少谷起草《勤儉建國運動辦法》[4]:8668。
- 9月8日——中共中央政治局會議開始，毛澤東在中共中央政治局會議上的發言記錄：「此會是政治局會。中央事先未準備召集全會，人數不足。現有七個政治局委員，另有中央委員和候補中央委員，十個是旁聽的，故是政治局會議。自出延安後，這是第一次政治局會議。議事日程：過去十一天即是準備的，正式會議準備三天，後天結束。」[3]:560
- 9月12日——遼瀋戰役展開[7]。
- 9月25日——解放軍攻陷濟南[2]:163。

### 10月
- 10月1日——上海發生「揚子公司案」，該公司經理孔令侃（孔祥熙之子）囤積大批汽車、鋼鐵、棉紗，蔣經國迫於輿論之壓力而將其拘留；是日，宋美齡乘「美齡號」專機自南京飛赴上海親自為之調解[4]:8687。
- 10月2日——蔣乘中美號專機飛瀋陽視察，由空軍總司令周至柔與聯勤總司令郭懺隨行[7]，当日开会决定廖耀湘兵团西进与葫芦岛北上兵团汇合，增援锦州[8]:207[9]。
- 10月5日——蒋在傅作义陪同下过天津，往塘沽，乘坐重庆号军舰至葫芦岛前线[8]:207-208[9]。
- 10月6日——蔣召集葫蘆島駐軍幹部訓話[7]，巡視召開錦西部隊長會議[7]。
- 10月8日——蒋乘坐专机抵达上海，调停“扬子公司案”[8]:208。
- 10月16日——解放軍攻陷錦州[2]:162。
- 10月18日——蔣飛臨瀋陽，指示東北作戰計劃[2]:162。
- 10月23日——解放軍攻陷長春，東北剿匪總司令部副總司令鄭洞國被俘[2]:162。辽沈战役第一阶段结束，东北国军自陆上撤退的道路被截断[10]:26。

### 11月
- 美軍駐華顧問團團長包大維向白宮報告說：「我深信那軍事情況已經壞到唯有美軍積極參與才有辦法。自我抵華之後，沒有一次敗仗是由於槍械不足。他們的敗仗，在我看來，完全歸咎於世界上最壞的統御術，以及其他有損士氣的因素，以至於全無鬥志。」[11]:43
- 11月2日——解放軍攻陷瀋陽，衛立煌先期飛北平，部分國軍突圍撤至營口，經海運南下[2]:162。
- 11月6日——南京軍政會議結束，決定實行戰時體制；美大使館報告美國國務院，中國局勢惡化，任何軍事援助亦於事無補：巴大維報告陸軍部，國軍失利非由於武器或軍火之缺乏，乃由於領導無方，昏聵無能，貪污狡詐，力主撤回顧問團[1]:506。
- 11月8日——國共徐蚌會戰開始，中共發動80萬兵力攻徐州[1]:506。
- 11月11日——金圓券之發行己達其所規定之20億之極限，於是工商停頓，社會經濟陷於混亂狀態[2]:160。
- 11月21日——遼瀋戰役結束[7]。宋美齡應邀對美發表廣播演說，聲明政府戡亂決心，請美國速援中國[1]:507。
- 11月26日——行政院長翁文灝辭職，蔣提名孫科繼任，並徵行立法院之同意[2]:160。
- 11月29日——平津戰役展開[7]。

### 12月
- 是月下旬——蔣與李經過兩次協商，就蔣下野讓位問題達成協議：一、蔣主動下野，以便南京政府開始和談：二、由副總統李代行總統職務，宣布和平主張；三、與中共和談事由行政院主持[4]:8764。
- 12月1日——蔣介石接見美國合眾社副社長兼遠東總經理房恩，稱確信戰局將轉向有利於國軍；表示將長期守住江南，並歡迎麥克阿瑟為最高軍事顧問[4]:8741。
- 12月24日——華中剿匪總司令白崇禧，首致電政府停止對中共作戰，主張邀請美國、蘇聯，聯合調停國共之衝突[2]:165。
- 12月25日——李宗仁、程潛倡議和平，要求蔣下野[7]。劉少奇在華北財政經濟委員會會議上的報告：「歷史上的國家要從輕工業積累資本之後才能建設重工業。重工業有的可以搞出來，沒有的可以不搞。……主要危險性只是顧軍工，不顧民工。」[3]:567
- 12月26日——蔣命張群、吳忠信與李宗仁商談，由其代理總統職權[2]:165。
- 12月29日——行政院會議通過任命陳誠為臺灣省政府主席，中國國民黨中央委員會通過任命蔣經國為臺灣省黨部主任委員，預作日後恢復之準備[2]:165。
- 12月30日——白崇禧再度通電主和，河南省政府張軫要求蔣下野[2]:165。
- 12月31日——蔣邀集中國國民黨中央執行監察委員約40人餐敍，徵求各人對引退意見[2]:165。蔣召集黨、政、軍要員開會竟日，研究下野文告，四易其稿；北平中央軍校分校學生及憲兵，在城內鳴槍肇事，制造混亂，傅作義迅即派部隊予以平息[4]:8764。